# Ostružno (district de Jičín)
Pour les articles homonymes, voir Ostružno.
Ostružno (en allemand : Wostruschan) est une commune du district de Jičín, dans la région de Hradec Králové, en République tchèque. Sa population s'élevait à 96 habitants en 2022.

## Géographie
Ostružno se trouve à 6 km à l'ouest du centre de Jičín, à 47 km au nord-ouest de Hradec Králové et à 74 km au nord-est de Prague.
La commune est limitée par Ohařice au nord-ouest, par Dolní Lochov et Holín au nord, par Ohaveč au nord-est, par Březina au sud-est, par Podhradí et Bukvice au sud, et par Střevač au sud-ouest.

## Histoire
La première mention écrite de la localité date de 1227.

## Galerie

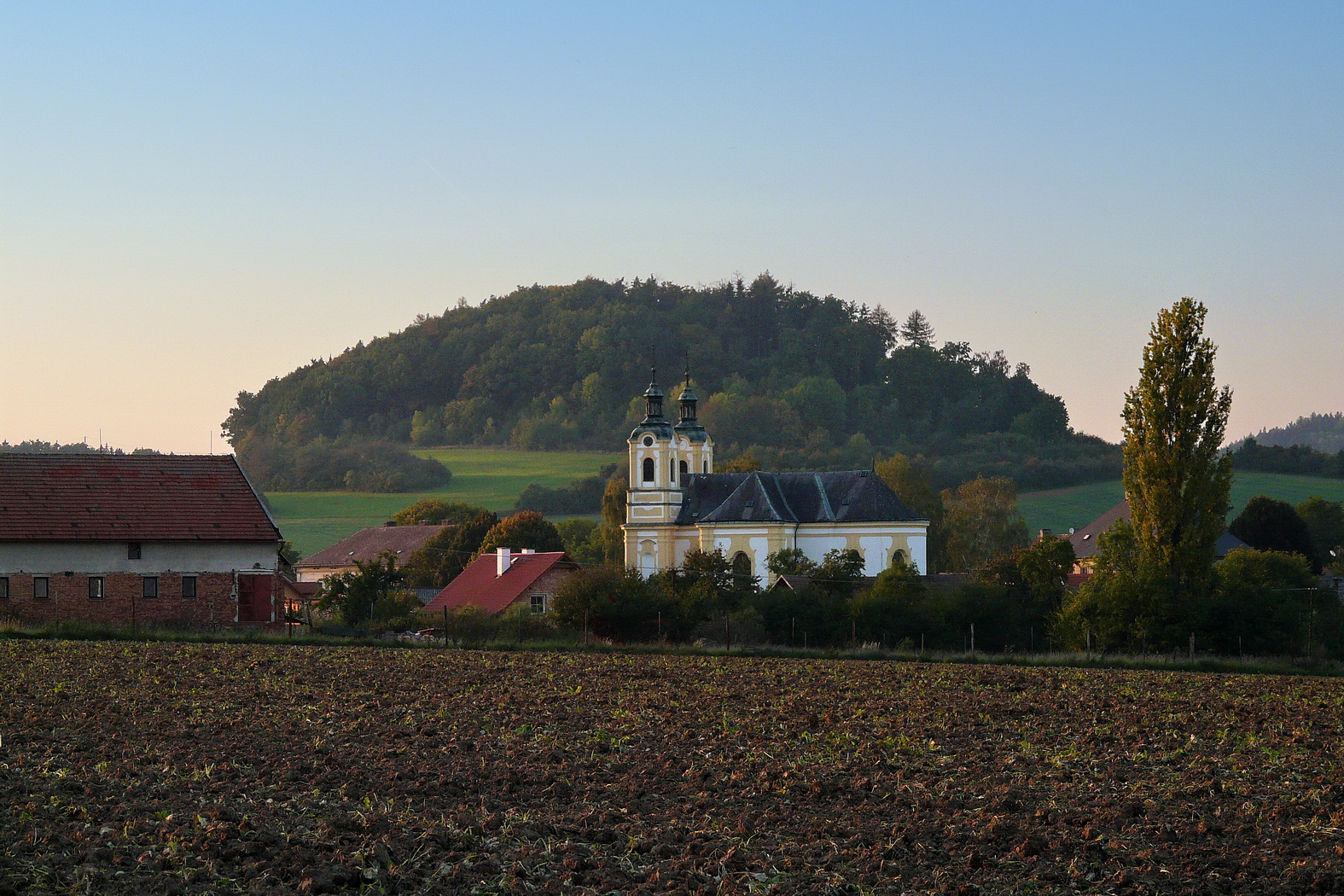
Ostružno et colline Svatá Anna.
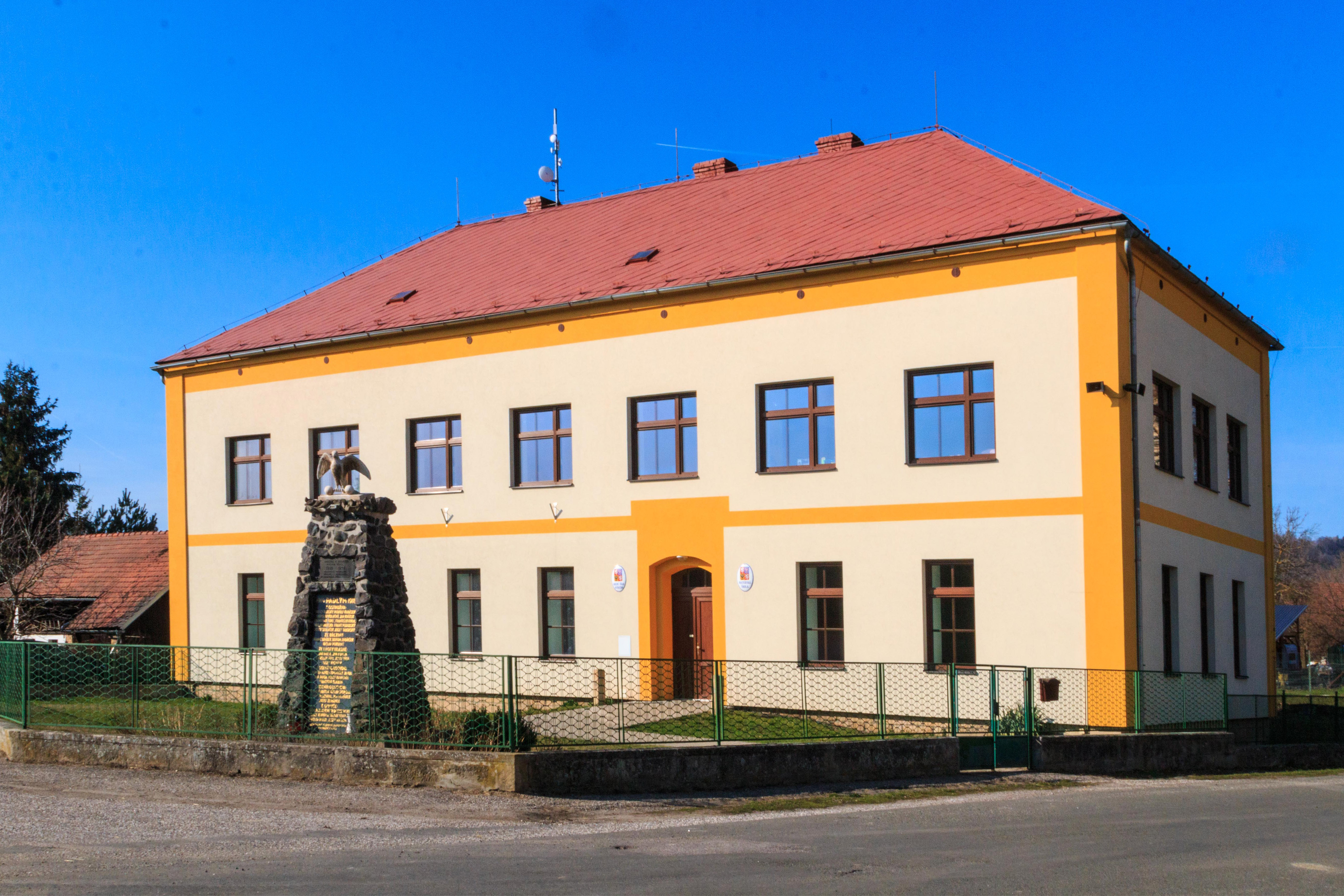
Ostružno : la mairie.

## Transports
Par la route, Ostružno se trouve à 7 km de Jičín, à 54 km de Hradec Králové et à 90 km de Prague. 